# Dumaguete City
Dumaguete City ist die Hauptstadt der Provinz Negros Oriental in den Visayas auf den Philippinen. Sie ist die größte Stadt der Provinz und besitzt den wichtigsten Handelshafen im Südosten der Insel Negros nah an der Mündung des Flusses Banica. Dumaguete ist für seine zahlreichen Universitäten und Fachhochschulen bekannt. Die Stadtbewohner nennen sich Dumagueteños. Dumaguete wird oft „Stadt der Gelassenheit“ genannt.

## Geschichte

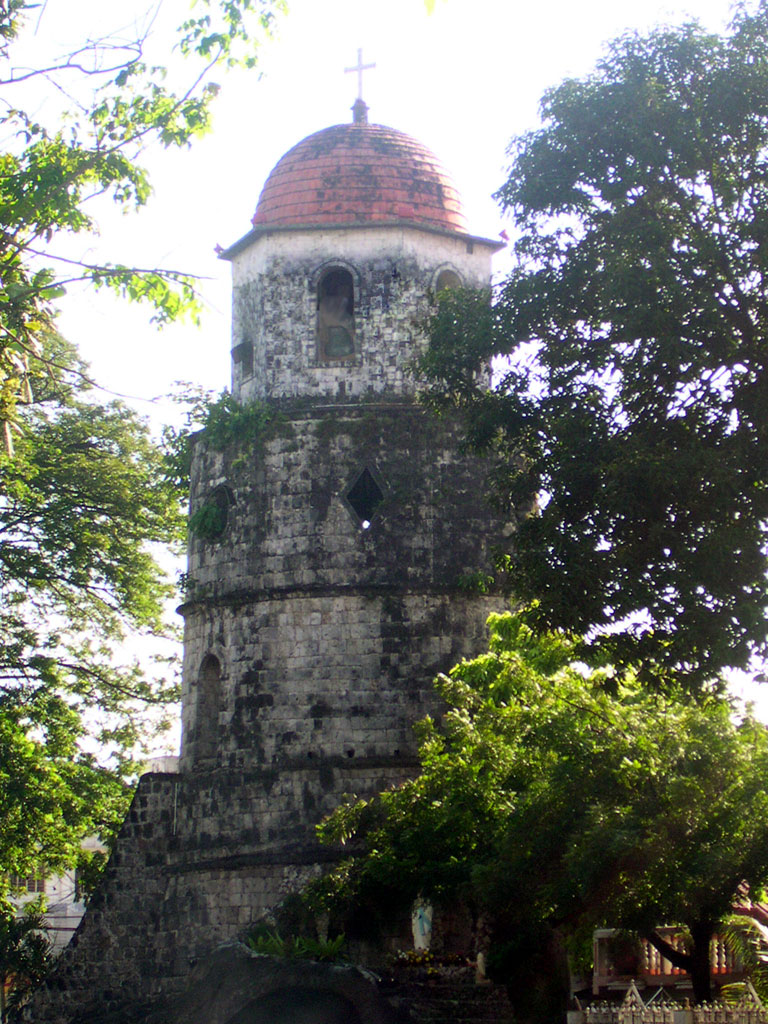
Der Glockenturm von Dumaguete ist das bekannteste Denkmal der Stadt. Er wurde zwischen 1760 und 1870 gebaut, um die Bewohner vor muslimischen Piraten zu warnen.

Der Begriff Dumaguete stammt ursprünglich von dem Wort danggit aus dem Dialekt Cebuano und bedeutet zu stehlen, weil die Küste gelegentlich von muslimischen Piraten aus Mindanao heimgesucht wurde. 1572 gründete der spanische Offizier Diego Lopez Povedano die Stadt als „Dananguet“. 1734 bezeichnete sie der Jesuit und Kartograph Pedro Murillo Velarde (1696–1753) auf seiner Philippinenkarte, der ersten wissenschaftlichen Karte der Inseln, als „Dumaguete“.
1890 wurde die Insel-Provinz von Negros in zwei Provinzen politisch und militärisch unterteilt. Nach der amerikanischen Besatzung wurde Dumaguete am 1. Mai 1901 zur Hauptstadt der Provinz Negros Oriental. In der Zeit wurde hier die erste evangelische Universität auf den Philippinen, die Silliman University, gebaut.
Im Zweiten Weltkrieg übernahm die japanische Armee am 26. Mai 1942 die Stadt. Drei Jahre später, am 26. April 1945, wurde sie von der amerikanischen Armee und philippinischen Freiheitskämpfern zurückerobert.
Am 15. Juni 1948 wurde Dumaguete von der Regierung als Stadt anerkannt und später am 21. Juni 1969, durch Republic Act Nr. 5797, zur unabhängigen Stadt erklärt.

## Kultur
Cebuano ist die häufigste im Stadtgebiet gesprochene philippinische Sprache. Hiligaynon, Tagalog und Englisch werden aber auch weitgehend verstanden. Die Bevölkerung setzt sich hauptsächlich aus Nachfahren von Zuwanderern aus Cebu, Bohol, Panay und Mindanao zusammen.

## Wirtschaft

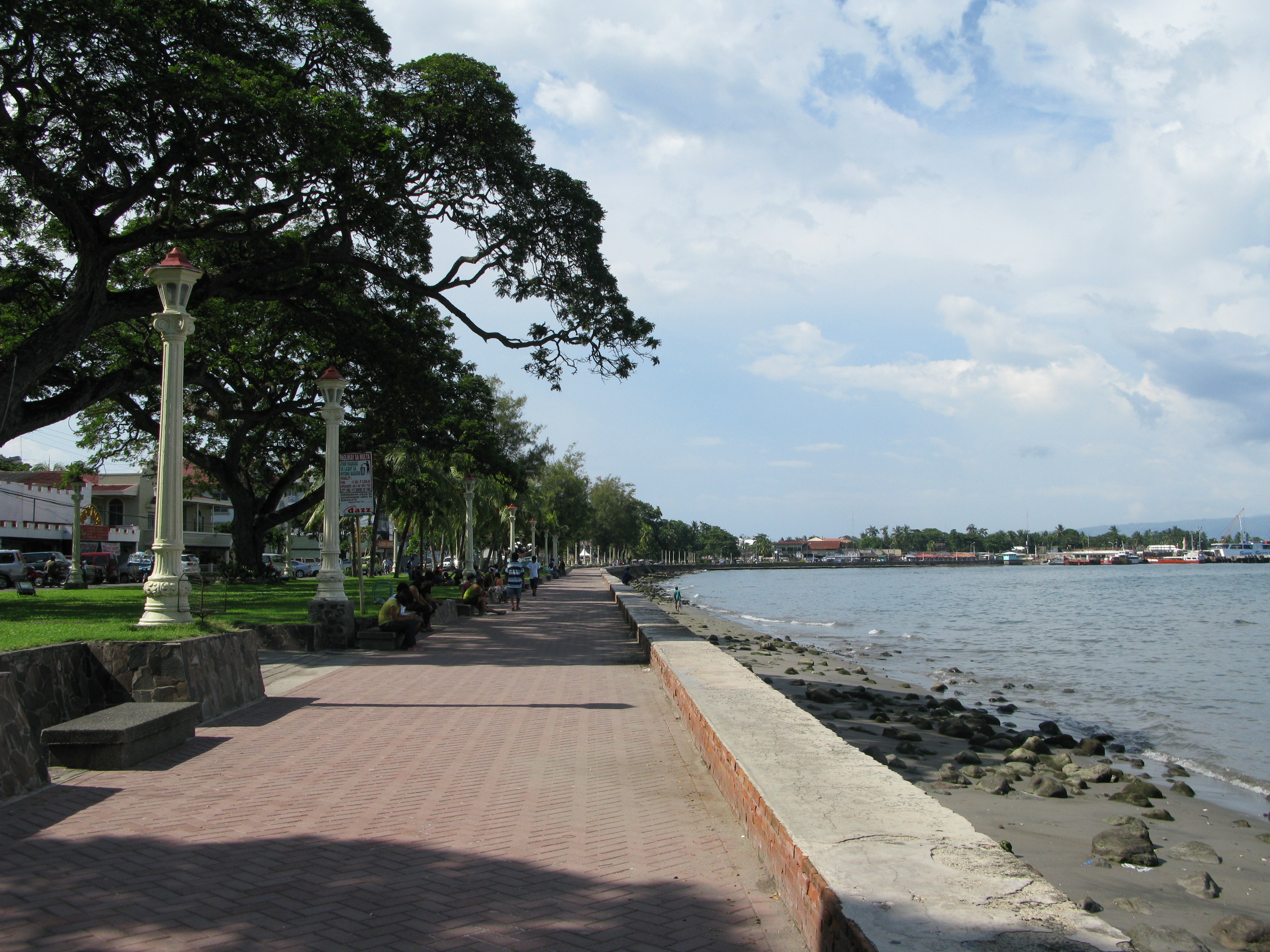
Die Promenade an der Rizal Boulevard

Dumaguete City gilt als eine wichtige Universitätsstadt. Die sieben Universitäten und Fachhochschulen besuchen etwa 30.000 Studenten. Das hohe Niveau der Ausbildung lockt viele Studenten aus den anderen Provinzen des Landes.
Der Hafen ist Umschlagplatz für die Zucker-, Reis- und Fischindustrie und ein Knotenpunkt des Fährverkehrs.
Der Flughafen Dumaguete–Sibulan (IATA-Code DGT) liegt in der Nachbargemeinde Sibulan.
In den letzten Jahren wurde viel in der Stadt investiert. Sie ist durch Glasfaserkabel angebunden und wurde ein Zentrum der Informationstechnik.

## Tourismus
Dumaguete ist ein beliebtes Ziel für Touristen. Zum einen hat es sehr gute Verkehrsverbindungen zu den anderen Visayas, zum anderen gibt es in der Umgebung zahlreiche touristisch interessante Orte.
An der Küste kann man gelegentlich Delfine und Wale sehen. Nicht weit von der Stadt existieren zudem viele Tauchorte, Wellnessresorts und Strände.

## Geographie
Dumaguete City ist politisch in 30 Barangays (Ortsteile) unterteilt. Das kleinste Barangay ist Barangay 4, und das größte Barangay Banilad.
| - Bagacay - Bajumpandan - Balugo - Banilad - Bantayan - Batinguel - Bunao - Cadawinonan - Calindagan - Camanjac | - Candau-ay - Cantil-e - Daro - Junob - Looc - Mangnao-Canal - Motong - Piapi - Barangay 1 - Barangay 2 | - Barangay 3 - Barangay 4 - Barangay 5 - Barangay 6 - Barangay 7 - Barangay 8 - Pulantubig - Tabuctubig - Taclobo - Talay |

## Söhne und Töchter
- Antonio Yapsutco Fortich (1913–2003), katholischer Geistlicher, Bischof von Bacolod
- Glenn Montebon Corsiga (* 1965), katholischer Geistlicher, Bischof von Ipil
- Ryan Jimenez (* 1971), katholischer Geistlicher, Erzbischof von Agaña
- Paula Obanana (* 1985), philippinisch-US-amerikanische Badmintonspielerin